# Hans Källner
Hans Källner (9 de octubre de 1898 - 18 de abril de 1945) fue un general alemán durante la II Guerra Mundial, condecorado con la Cruz de Caballero de la Cruz de Hierro con Hojas de Roble y Espadas. Källner murió en combate mientras visitaba las líneas de frente cerca de Olomouc.

## Condecoraciones
- Cruz de Hierro (1914) 2ª Clase (3 de septiembre de 1917) & 1ª Clase (4 de agosto de 1918)[1]
- Broche de la Cruz de Hierro (1939) 2ª Clase (19 de septiembre de 1939) & 1ª Clase (18 de octubre de 1939)[1]
- Cruz Alemana en Oro el 18 de octubre de 1941 como Oberstleutnant en Aufklärungs-Abteilung 11[2]
- Cruz de Caballero de la Cruz de Hierro con Hojas de Roble y Espadas
  - Cruz de Caballero el 3 de mayo de 1941 como Oberst y comandante del Schützen-Regiment 73[3]
  - Hojas de Roble el 12 de febrero de 1944 como Generalmajor y comandante de la 19. Panzer-Division[3]
  - Espadas el 23 de octubre de 1944 como Generalleutnant y comandante de la 19. Panzer-Division[3]